# Begonia soror
Espèce
Begonia soror est une espèce de plantes de la famille des Begoniaceae.
L'espèce fait partie de la section Barya.
Elle a été décrite en 1953 par Edgar Irmscher (1887-1968).

## Répartition géographique
Cette espèce est originaire du pays suivant : Pérou.